# 克里斯蒂安教堂
克里斯蒂安教堂（丹麥語：Christians Kirke）是位於丹麥哥本哈根的一座教堂，外觀為洛可可式建築。教堂修建於1754年至1759年期間。教堂最初由一個德國人社區興建。教堂的名字是來源於紀念丹麥國王克里斯蒂安四世。

## 历史沿革

### 起源
克里斯蒂安四世于1617年将克里斯蒂安港作为专门为商人设立的城镇后，一大群德国商人和工匠在那里定居。尽管克里斯蒂安港在1674年之前已并入哥本哈根，但他们不像该市其他德国社区那样参加圣彼得教堂，而是更喜欢在当地的救世主教堂做礼拜。这种情况一直持续到他们最终请求国王克里斯蒂安六世允许建造自己的教堂。国王批准了这些计划，并贡献了一块地块，一个前盐田，位于附近南部的Strandgade尽头。他还批准举行抽签以支付该项目的融资;完工的教堂曾经被俗称为彩票教堂。

### 弗雷德里克德国教堂
该教堂最初被称为 Frederiks tyske kirke（英语：Frederik's German church），最初作为德国会众的教堂，直到 1886 年解散。

### 后来的历史
1901年，教堂的名称更改为现在的 Christians kirke，以补充并避免与港口另一侧的 Frederiksstaden 的 Frederiks kirke 混淆，以及纪念克里斯蒂安港地区的创始人克里斯蒂安四世。[3]
自 1991 年以来，它一直是 Christian's 教区的常规教区教堂，其中包括 Christianshavn 和 Slotsholmen 的一部分。

## 外部連結
- 官方網站 （页面存档备份，存于）